# Wieczesłowo
Wieczesłowo (ros. Вечеслово) – wieś w Rosji, w rejonie ust´-kubinskim obwodu wołogodzkiego. W 2010 r. liczyła 6 mieszkańców.